# Ignace Louis Duvivier
Ignace-Louis Duvivier (Bergen, 13 maart 1777 - 5 maart 1853) was een Zuid-Nederlands edelman, militair in Franse, Nederlandse en Belgische dienst.

## Militaire carrière
Duvivier was een zoon van de arts Joseph Duvivier en van Marie-Thérèse Naveau. Hij liep school in het college van Thuin en was zestien toen hij zich liet rekruteren door het Franse revolutionaire leger, in het 5de regiment huzaren. Hij nam deel aan de inval van Dumouriez in Nederland en aan de campagnes in Den Bosch, Nijmegen en Bentheim. Tijdens deze laatste werd hij verwond.

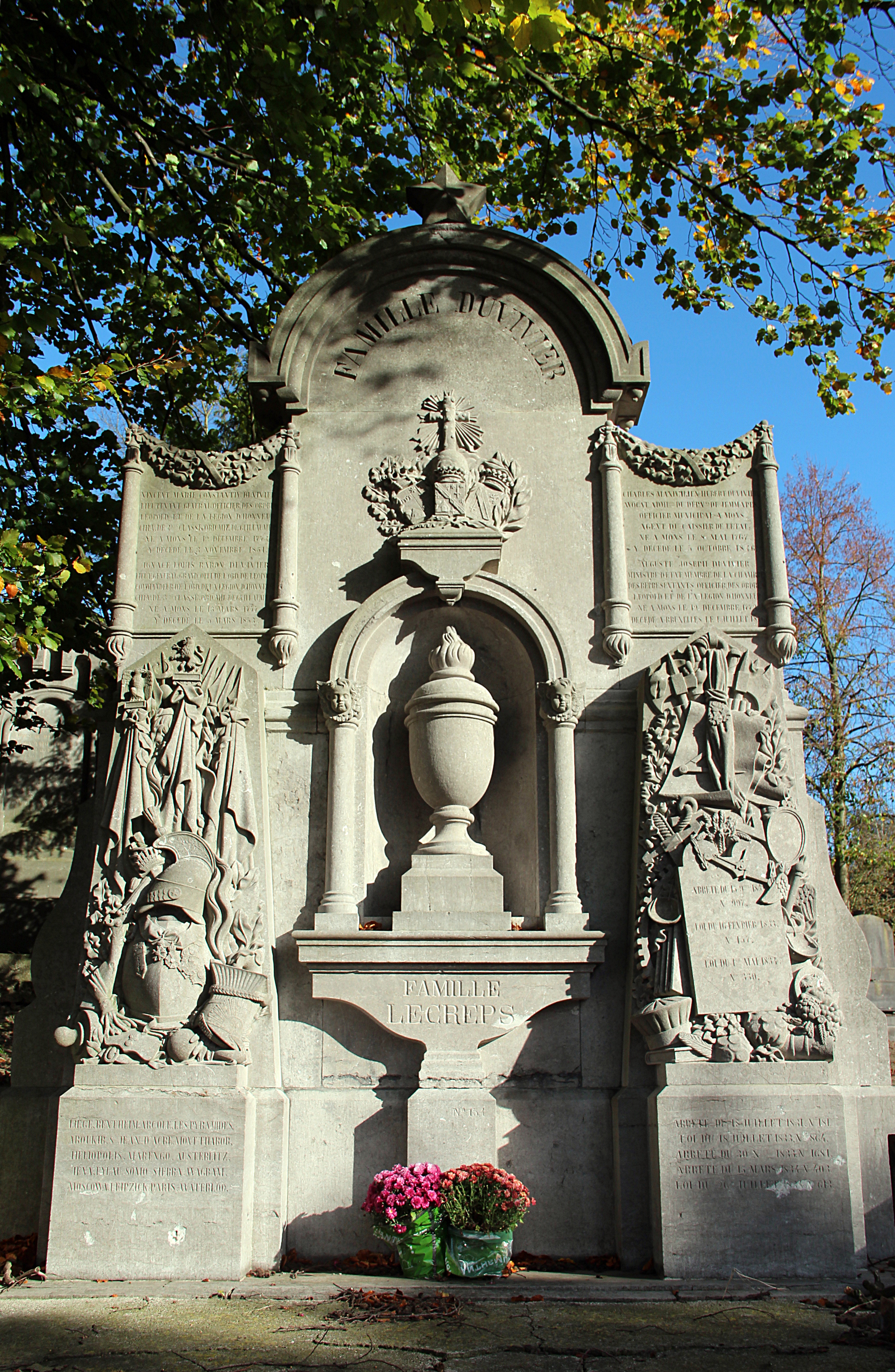
Monument voor de luitenant-generaals baron Ignace Louis en Vincent Marie Duvivier, in Bergen

Hij vertrok in 1795 met het 3de regiment dragonders op veldtocht naar Italië. Hij vocht moedig als ruiter in heel wat omstandigheden, wat als gevolg had dat hij een van de eersten was om Ridder in het Legioen van Eer te worden. In 1800 werd hij bevorderd tot onderluitenant en overgeplaatst naar de consulaire garde, de kern van de toekomstige Keizerlijke Garde.
Duvivier onderscheidde zich in de Slag bij Jena (1806) door een Pruisisch carré binnen te dringen. In de Slag bij Eylau (1807) liep hij twee wonden op in een cavaleriecharge tegen het Russische centrum. In 1807 werd hij kapitein-adjudant-majoor bij de Poolse lansiers van de Garde. Duvivier onderscheidde zich bij Somo-Sierra (1808), leverde strijd bij Abensberg en Essling (1809), maar vooral bij Wagram, waar hij gewond raakte.
Op het slagveld werd hij beloond met het officierskruis in van het Franse Legioen van Eer. Hij werd in 1811 bevorderd tot majoor en kreeg de erfelijke titel van chevalier de l'Empire.
Duvivier nam deel aan de veldtocht van Napoleon naar Rusland in 1812 en aan de veldtocht in Duitsland in 1813. Wegens zijn dapper gedrag in de Slag bij Bautzen werd hij benoemd tot kolonel van het 2de regiment kurassiers.
Na de Slag bij Dresden werd hij zwaargewond teruggevonden tussen de lijken op het slagveld: hij had vier sabelhouwen en drie lansstoten ondergaan. Deze verwondingen beletten hem niet om het jaar erop het commando te nemen van het 16de regiment jagers te paard. Hij vocht mee tijdens de laatste campagnes in Frankrijk. Napoleon liet hem feliciteren voor zijn heldenmoed.
Na de abdicatie van Napoleon bleef Duvivier aanvankelijk in Frankrijk. Op 30 november 1814 gaf hij dan toch zijn ontslag uit het Franse leger en keerde terug naar zijn vaderland.
Willem I der Nederlanden stelde hem op 15 april 1815 aan het hoofd van het Regiment Huzaren nr. 8, de voormalige Huzaren van Croÿ. Met deze eenheid, die voornamelijk uit Zuid-Nederlandse oudgedienden van het keizerlijk leger bestond, nam hij met de Nederlandse troepen deel aan de Slag bij Waterloo. Hij werd hiervoor beloond met de Militaire Willemsorde. In november 1816 werd hij benoemd tot generaal-majoor, en in maart 1820 tot militair commandant van de provincie Henegouwen. Willem verhief hem in 1823 in de erfelijke adel met de titel baron.
In 1830 werd hij door de Belgische voorlopige regering bevorderd tot luitenant-generaal met het commando over de troepen in de beide Vlaanders. Onder koning Leopold I van België werd hij bevelvoerder en inspecteur-generaal van de cavalerie. Van 1834 tot 1842 was hij bevelhebber van de derde territoriale divisie. Hij beëindigde zijn militaire carrière in 1842.

## Familie
Duvivier, jongste van vijf, trouwde in 1828 met Victoire Gendebien (1799-1864), dochter van Jean-François Gendebien. Het paar bleef kinderloos. Zijn oudste broer, Auguste Duvivier, werd minister in het koninkrijk België. Zijn tweede broer, Vincent Duvivier (1774-1851), werd eveneens luitenant-generaal en werd in 1829 in de adel opgenomen met de titel van ridder.